# 85198 Weltenburg
85198 Weltenburg è un asteroide della fascia principale. Scoperto nel 1991, presenta un'orbita caratterizzata da un semiasse maggiore pari a 3,0316291 UA e da un'eccentricità di 0,1046582, inclinata di 8,83851° rispetto all'eclittica.